# Strumpshaw
Strumpshaw är en civil parish i Storbritannien.   Den ligger i grevskapet Norfolk och riksdelen England, i den sydöstra delen av landet, 160 km nordost om huvudstaden London. Antalet invånare är 602. Arean är 11,7 kvadratkilometer.
Terrängen i Strumpshaw är platt.